# Faramea condorica
Faramea condorica är en måreväxtart som beskrevs av Charlotte M. Taylor. Faramea condorica ingår i släktet Faramea och familjen måreväxter. Inga underarter finns listade i Catalogue of Life.